# Edward Bernard Raczyński
Conde Edward Bernard Raczyński (Zakopane; 19 de dezembro de 1891 – 30 de julho de 1993), foi um diplomata, escritor e político, e serviu como o 8º Presidente da Polónia no 4º Governo polaco no Exílio (entre 1979 e 1986).

## Biografia

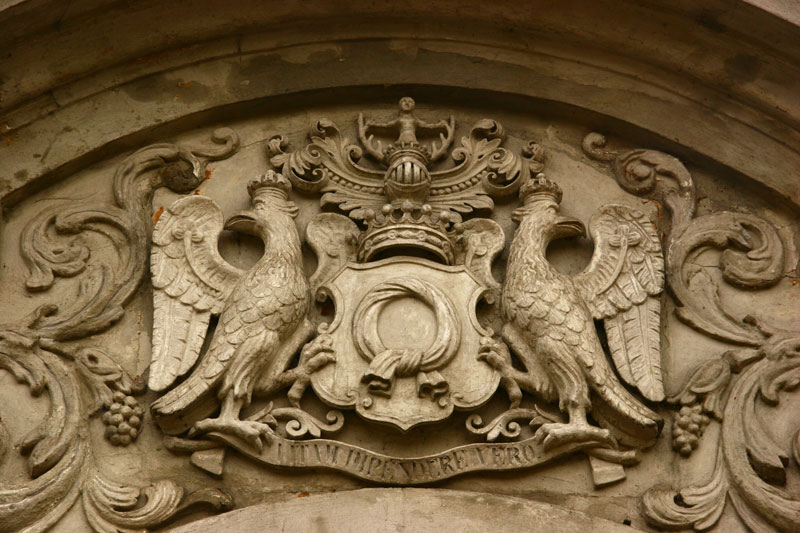
Brasão de armas da família Raczyński.

O conde Edward Bernard Maria Raczyński nasceu a 19 de dezembro de 1891, em Zakopane, na família aristocrática Raczyński. Seu pai era Conde Edward de Aleksander Raczyński. O Raczyńskis estavam relacionados com o Império Austro-Húngaro, da casa dos Habsburgos.
Raczyński passou a maior parte de sua infância em Cracóvia, no palácio da família Pod Baranami e no palácio da família em Rogalin. Ele estudou direito em Lipsk, Cracóvia, e em Londres (na London School of Economics) tendo sido doutorado na Universidade de Jagiellonian, em Cracóvia, em 1915. Em novembro de 1918, Raczynski, entrou para o exército da emergente Polónia, a partir do qual ele foi chamado para o serviço diplomático em Maio de 1919. Até 1925 trabalhou em embaixadas polacas e em missões em Berna, Copenhaga, Estocolmo e Londres. De volta em Varsóvia, ele tornou-se chefe do departamento de acordos internacionais. Em 1932, Raczyński foi nomeado embaixador polaco para a Liga das Nações e, em 1934, tornou-se o embaixador da República da Polónia, no Reino Unido. Em nome da Polónia, ele assinou a aliança Polaco-Britânica (25 de agosto de 1939), que levou o Reino Unido a declarar guerra à Alemanha Nazi após a invasão.
Entre 1941 e 1943 foi também Ministro dos Negócios Estrangeiros no gabinete de Władysław Sikorski. Nesta capacidade, ele forneceu aos Aliados, um dos primeiros relatos do Holocausto ("O extermínio em massa de Judeus na Polónia ocupada", em nota dirigida aos Governos das Nações Unidas em 10 de dezembro de 1942") e pediu uma ação.
Em Março de 1979, Raczyński tornou-se Presidente no exílio, depois de ser previamente escolhido pelo Presidente cessante, Stanisław Ostrowski. Por sua vez, ele escolheu como seu sucessor o Primeiro-Ministro Kazimierz Sabbat. Durante a presidência no exílio de Raczyński (1979-1986) o movimento Solidariedade foi criado na Polónia. 
Depois de servir 7 anos, renunciou ao cargo no dia 8 de abril, 1986. Ele foi o último Presidente polaco no Exílio que tinha ocu̟pado um cargo importante na 2ª República, pois os seus sucessores Kazimierz Sabbat e Ryszard Kaczorowski eram ainda jovens no início da Segunda Guerra Mundial. Quando deixou o cargo, recebeu um louvor pela política de reunião da emigração e remodelação do Governo no exílio.

## Honras
- Ordem da Águia Branca (Polónia)
- Grã-Cruz da Ordem da Polonia Restituta (Polónia)
- Título honorário de Cavaleiro da Grande Cruz da Ordem do Império Britânico (GBE)
- Grã-Cruz da Ordem de Pio IX, do Papa
- Doutor Honoris Causa da Universidade Jagellonian , em 1992
- Cidadão honorário das cidades de Cracóvia e Poznań